# Писарев Андрій Андрійович
Андрій Андрійович Писарев (рос. Андрей Андреевич Писарев; 22 березня 1989, м. Казань, СРСР) — російський хокеїст, нападник. Виступає за «Аріада-Акпарс» (Волжськ) у Вищій хокейній лізі. 
Вихованець хокейної школи «Ак Барс» (Казань). Виступав за: «Ак Барс» (Казань), «Аріада-Акпарс» (Волжськ), «Нафтовик» (Альметьєвськ), «Барс» (Казань), «Іжсталь» (Іжевськ), ЦСК ВВС (Самара).